# Trooditissa-Kloster

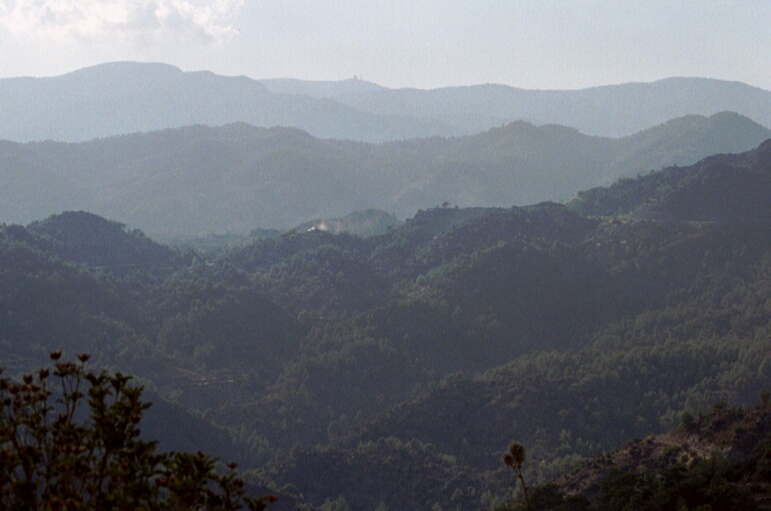
Das Troodos-Gebirge auf Zypern

Das Trooditissa-Kloster (griechisch Μοναστήρι Τροοδίτισσας) ist der Sommersitz des Bischofs von Paphos auf Zypern. Es liegt in rund 1400 m Höhe am Ende eines Tales etwa 5 Kilometer von Plano Platres im Troodos-Gebirge entfernt in der Nähe von Prodromos, dem höchstgelegenen Dorf der Insel.
Die dreischiffige zentrale Kirche wurde im Jahre 1731 auf den Fundamenten ihres Vorläufers aus der Mitte des 13. Jahrhunderts errichtet. Die Klostergründung selbst soll auf das Jahr 990 zurückgehen, als hier eine vor dem Bildersturm gerettete Ikone der Muttergottes (Panagia Trooditissa) auftauchte, die von Mönchen in einer nahe gelegenen Grotte verborgen gehalten worden war. Nach einer anderen Sage soll die Ikone in Limassol auf dem Meer treibend gefunden und später, nach der Eroberung Zyperns durch die Osmanen 1570/71, im Gebirge versteckt worden sein. Neben dieser silberblechverkleideten Ikone bildet ein metallbeschlagener Gürtel vielen Gläubigen Grund zur Wallfahrt nach 'Irooditissa. Ihm wird Fruchtbarkeit bringende Wirkung nachgesagt, wenn ihn eine kinderlose Frau um ihren Leib legt. Wahrscheinlich ist hierin ein Zusammenhang mit einem vorchristlichen Kult zu sehen – zuweilen wird das Kloster auch als das der Panagia Aphroditissa (die Allheilige Aphrodite) bezeichnet.
Die erste urkundliche Erwähnung des Klosters entstammt der Abschrift eines Briefes aus dem 14. Jahrhundert. Der Mönch Damaskinos und sein Nachfolger Abt Pangkratios mussten das Kloster ab dem Jahre 1939 neu beleben, nachdem es im Jahr 1842 ausgebrannt war und geschlossen werden musste. Seit Ende der 1960er Jahre wurden Restaurierungen vorgenommen und die Anlage erweitert.

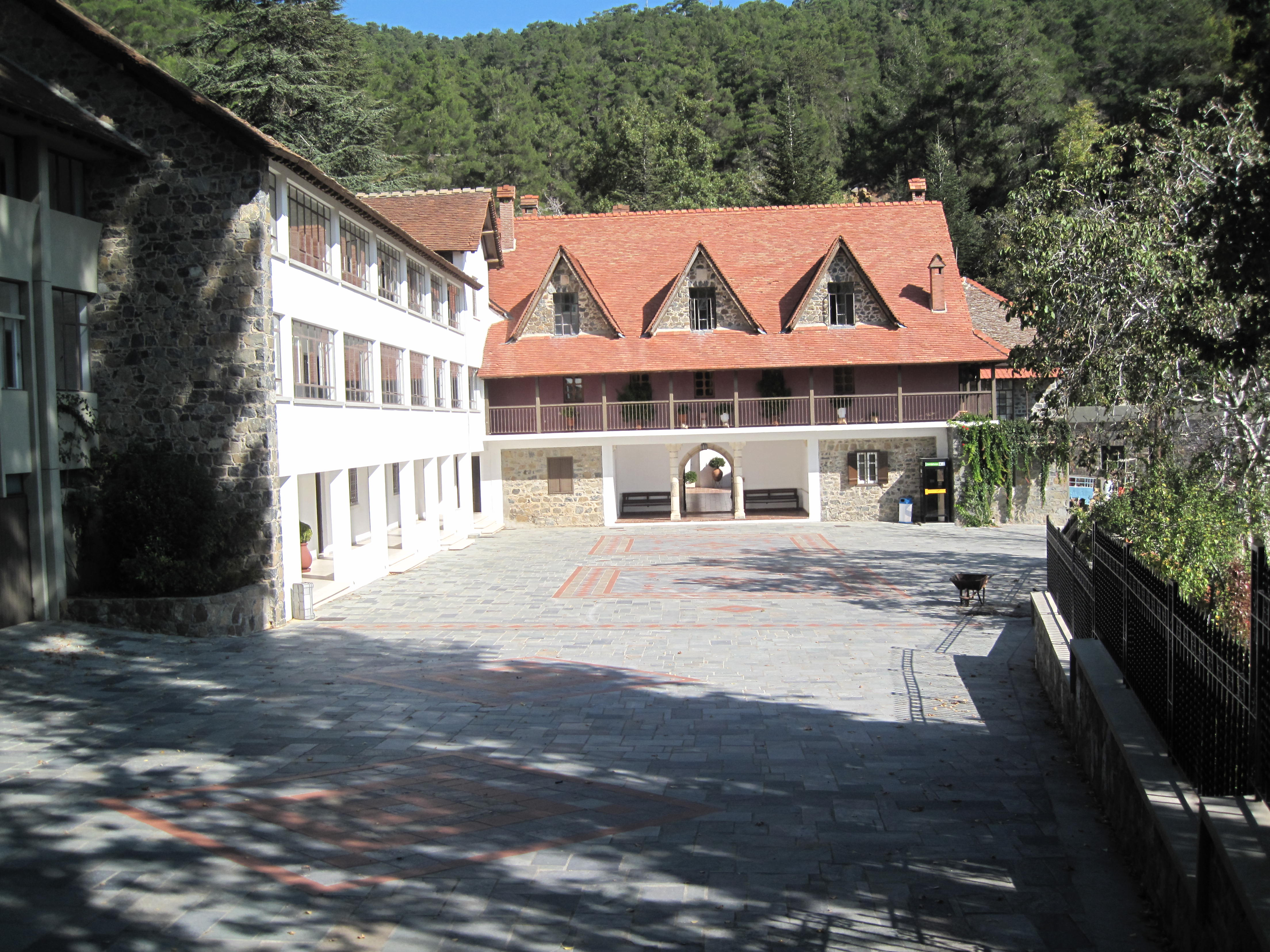
Trooditissa-Kloster